# Jennifer Estep
Jennifer Estep (* 20. Jahrhundert im Süden der USA) ist eine US-amerikanische Autorin.

## Leben
Jennifer Estep ist Journalistin und New-York-Times-Bestsellerautorin. Sie schloss ihr Studium mit einem Bachelor in Englischer Literatur und Journalismus und einem Master in Professional Communications ab. Alle ihre Bücher erschienen bisher auf Deutsch bei Piper.

## Bigtime Reihe
Die Bigtime-Reihe handelt von einer Reihe sexy Superhelden, Super-Bösewichten und schlauen frechen Mädchen auf der Suche nach Liebe.
- Karma Girl, 05/2007, ISBN 978-0-425-21511-1
- Hot Mama, 11/2007, ISBN 978-0-425-21734-4[1]
- Jinx, 09/2008, ISBN 978-0-425-22062-7
- Nightingale

## Elemental Assassin Reihe
In der Elemental-Assassin-Reihe geht es um ein Mädchen namens Gin Blanco, die mit 13 Jahren ihre Eltern verloren hat und von Flechter Lane, einem älteren Mann "großgezogen" und zur Auftragsmörderin ausgebildet wird. In dem Beruf ist sie bekannt unter dem Namen "Die Spinne" und sie ist wirklich gut in ihrem Job. Als Hilfsmittel hat sie die Elemente Eis und Stein, die sie beherrschen kann, was ziemlich selten ist, denn normalerweise kann ein Elementar nur ein Element kontrollieren. Diese Elemente können Luft, Feuer, Eis oder Stein sein, aber es gibt auch kleine Ableger von Luft, Feuer, Eis und Stein, z. B. Metall, Säure oder Strom. Diese Elementare, die nur Ableger beherrschen können, werden nicht als ganze Elementare angesehen. Gin muss es mit Zwergen, Riesen, Elementaren, Vampiren und Menschen/Verbrechern aufnehmen, um zu überleben. 
Erschienene Bücher auf Englisch
- Spider's Bite, 01/2010, ISBN 978-1-4391-4797-9
- Web of Lies, 05/2010, ISBN 978-1-4391-4799-3
- Venom, 09/2010, ISBN 978-1-4391-4801-3
- Tangled Threads, 04/2011, ISBN 978-1-4391-9263-4
- Spider's Revenge, 09/2011, ISBN 978-1-4391-9264-1
- By a Thread, 02/2012, ISBN 978-1-4516-5176-8
- Widow's Web, 08/2012, ISBN 978-1-4516-5177-5
- Deadly Sting, 03/2013, ISBN 978-1-4516-8899-3
- Heart of Venom, 08/2013, ISBN 978-1-4516-8900-6
- The Spider, 12/2013, ISBN 978-1-4516-8901-3
- Poison Promise, 07/2013, ISBN 978-1-4767-7150-2

Erschienene Bücher auf Deutsch
- Spinnenkuss, 12/2013, ISBN 978-3-492-26940-7
- Spinnentanz, 12/2014, ISBN 978-3-492-26944-5
- Spinnenjagd, 12/2014, ISBN 978-3-492-26969-8
- Spinnenfieber, 06/2015, ISBN 978-3-492-28004-4
- Spinnenbeute, 03/2016, ISBN 978-3-492-28074-7
- Spinnenfeuer, 10/2016, ISBN 978-3-492-28081-5
- Spinnengift, 02/2017, ISBN 978-3-492-97560-5
- Spinnenfalle, 09/2017, ISBN 978-3-492-28116-4
- Spinnenherz, 02/2018, ISBN 978-3-492-28149-2
- Spinnenzeit, 08/2018, ISBN 978-3-492-28150-8
- Spinnenglut, 12/2018, ISBN 978-3-492-28151-5
- Spinnenfunke, 07/2019, ISBN 978-3-492-28152-2
- Spinnenblitz, 03/2020, ISBN 978-3-492-28209-3
- Spinnenrache, 07/2020, ISBN 978-3-492-28223-9
- Spinnenwinter, 03/2021, ISBN 978-3-492-28236-9

## Mythos Academy Reihe
Die Mythos-Academy-Reihe handelt von Gwendolyn Cassandra Frost. Sie, ihre Mutter und ihre Großmutter sind Gypsies. Gypsies haben magische Gaben, die sie von Göttern bekommen. Gwen hat Psychometrie, welche ihr von Nike, der griechischen Göttin des Sieges geschenkt worden war. Das heißt, sie erfährt alles über einen Gegenstand, ein Tier oder einen Mensch, wenn sie es oder ihn nur berührt. Ihre Großmutter kann in die Zukunft schauen und arbeitet daher als Hellseherin. Ihr Vater, Tyr Forseti, ist, als Gwen zwei Jahre alt war, an Krebs erkrankt und gestorben. Als ihre Mutter bei einem Autounfall ums Leben kommt, bricht für sie eine Welt zusammen. Sie gibt zunächst sich die Schuld, da sie in der Schule die Haarbürste eines anderen Mädchens angefasst und dabei gesehen hatte, dass der Stiefvater des Mädchens sie sexuell missbraucht hatte. Gwen teilt dies ihrer Mutter mit, und mitten in der Nacht erzählt Grandma Frost Gwen, dass ihre Mutter bei einem Autounfall ums Leben gekommen ist. Für Gwen bricht die Welt zusammen. Eines Tages kommt Professor Metis vorbei und lädt sie zur Besichtigung der Mythos Academy ein. Auf dem Gelände der Akademie sieht Gwen viele ungewohnte Dinge, wie zum Beispiel die vielen merkwürdigen Statuen, die sie mit ihren steinernen Augen zu verfolgen scheinen. Gwen wird (mehr oder weniger gegen ihren Willen) auf die Mythos Academy geschickt. Ein Internat für Nachfahren mythologischer Krieger, die alle Mal an der Seite der Götter im Chaos Krieg gegen den bösen Gott Loki gekämpft haben. Gwen fühlt sich mehr als fehl am Platz, doch schon bald erfährt sie, dass sie mehr als alle anderen mit den Göttern und dem Chaos Krieg zu tun hat. Es sind 6 Bücher und 3 Kurzgeschichten erschienen.

### Erschienene Bücher auf Deutsch
- First Frost: Bonus, 03/2012, ISBN  978-3-492-95650-5
- Frostkuss: Mythos Academy 1, 03/2012, ISBN 978-3-492-70249-2
- Halloween Frost: Halloween-Special, 10/2013, ISBN 978-3-492-96455-5[2]
- Frostfluch: Mythos Academy 2, 08/2012, ISBN 978-3-492-70248-5
- Frostherz: Mythos Academy 3, 03/2013, ISBN 978-3-492-70285-0
- Frostglut: Mythos Academy 4, 10/2013, ISBN 978-3-492-70304-8
- Spartan Frost: Logan-Quinn-Special, 12/2013, ISBN 978-3-492-96454-8[3]
- Frostnacht: Mythos Academy 5, 2014, ISBN 978-3-492-70314-7
- Frostkiller: Mythos Academy 6, 11/2014, ISBN 978-3-492-70325-3

### Erschienene Bücher auf Englisch
- Touch of Frost: A Mythos Academy Novel
- Kiss of Frost: A Mythos Academy Novel
- Dark Frost: A Mythos Academy Novel
- Crimson Frost: A Mythos Academy Novel,
- Midnight Frost: A Mythos Academy Novel, 08/2013
- Killer Frost: A Mythos Academy Novel, 02/2014

## Black Blade Reihe
- Black Blade 1: Das eisige Feuer der Magie, 10/2015
- Black Blade 2: Das dunkle Herz der Magie, 05/2016
- Black Blade 3: Die helle Flamme der Magie, 10/2016